# Phenomen Ventures
Phenomen Ventures — венчурный фонд, существующий в 60 странах мира, одними из которых являются Восточная Европа, Азия и Америка. Он был основан в 2012 году Дмитрием Фальковичем и оценен в 300 млн долларов США.
В 2013 году при поддержке известных изданий PWC, РБК и RBK Daily был составлен медиарейтинг, по результатам которого Phenomen Ventures занял 6-е место среди самых активных венчурных фондов России.

## Инвестиционная деятельность
- 2012

Российские фонды Phenomen Ventures и «ВТБ-Капитал» выделили $15 млн на развитие магазина дизайнерских вещей Fab.com.
В 2012 году инвестиционный фонд Phenomen Ventures приобрел пакет акций онлайн-сервиса OneTwoTrip. Ценные бумаги компании по продаже билетов были выкуплены за $9 млн. Вложение оказалось выгодным для обеих сторон и пошло на дальнейшее развитие проекта.
Венчурный фонд Phenomen Ventures вместе с Юрием Милнером, Dave McClure, компанией Menlo Ventures, инвестиционными фондами Draper Fisher Jurvetson (DFJ) и TMT Investments стал инвестором компании Virool. Сервис занимается разработкой платформы, которая может позволить владельцам видеоконтента управлять коммерческим распространением своего видео (длиной не более 30 секунд) в мобильных приложениях и на веб-площадках.
- 2013

Объем фонда Phenomen Ventures в 2013 году увеличился с $50 млн до $300 млн. Инвестиционная стратегия при этом осталась прежней: PV продолжает инвестировать мобильные приложения, финансовые услуги в интернете, online-travel, а также онлайн-образование.
Инвестиционный фонд Phenomen Ventures вместе с «ru-Net» Леонида Богуславского и другими партнёрами вложил $30 млн в развитие немецкого сервиса по доставке еды Delivery Hero. Доход от доставки продуктов и блюд из ресторанов на мировом рынке достиг $75 млрд, но в России он пока не превышает и $1 млрд.
Российские фонды Phenomen Ventures и Brother Ventures получили миноритарный пакет акций от московского интернет-проекта Coub в обмен на свои инвестиции, размер которых составил $1 млн.
Венчурный фонд Phenomen Ventures инвестировал 8 миллионов долларов в агрегатор служб по доставке еды Delivery Club. Большая часть этой суммы была получена первыми частными инвесторами сервиса. Вместе с предпринимателем Левоном Оганесяном, на старте проекта, они вложили в Delivery Club 400 тысяч долларов, но впоследствии вышли из бизнеса.
- 2014

Фонд Phenomen Ventures под руководством Дмитрия Фальковича вместе с компаниями Francisco Partners и Institutional Venture Partners (IVP) стал совладельцем американского стартапа Prosper, предоставляющего услуги частного кредитования. Инвестиции в проект составили $70 млн, а вся компания была оценена в $650 млн.
- 2015

Фонд Phenomen Ventures вместе с инвестиционным подразделением «ВТБ-Капитала» — VTB Capital Investment Management вышли из Fab.com. — онлайн-ритейлера дизайнерской мебели и аксессуаров. Магазин Fab.com. был куплен компанией PCH International, занимающейся производством дизайнерских вещей, за $15 млн.